# Trogon
Trogon Brisson, 1760 è un genere di uccelli appartenente alla famiglia Trogonidae. Al genere vengono ascritte 20 specie diffuse nel continente americano.

## Tassonomia
Il genere comprende le seguenti specie:
- Trogon clathratus Salvin, 1866
- Trogon massena Gould, 1838
- Trogon comptus Zimmer, 1948
- Trogon mesurus (Cabanis & Heine, 1863)
- Trogon melanurus Swainson, 1838
- Trogon melanocephalus Gould, 1836
- Trogon citreolus Gould, 1835
- Trogon chionurus Sclater & Salvin, 1871
- Trogon bairdii Lawrence, 1868
- Trogon viridis Linnaeus, 1766
- Trogon caligatus Gould, 1838
- Trogon ramonianus Deville & Des Murs, 1849
- Trogon violaceus Gmelin, 1788
- Trogon curucui Linnaeus, 1766
- Trogon surrucura Vieillot, 1817
- Trogon rufus Gmelin, 1788
- Trogon elegans Gould, 1834
- Trogon mexicanus Swainson, 1827
- Trogon collaris Vieillot, 1817
- Trogon personatus Gould, 1842